# Волково (городской округ Серпухов)
Волково — деревня в Серпуховском районе Московской области. Входит в состав Липицкого сельского поселения (до 29 ноября 2006 года входила в состав Лукьяновского сельского округа).

## Население
| 1859 | 2002 | 2006 | 2010 |
| ---- | ---- | ---- | ---- |
| 185  | ↘34  | ↘30  | ↗44  |

## География
Волково расположено примерно в 21 километре (по шоссе) на юг от Серпухова, на левом берегу реки Скнига (правый приток Оки), высота центра деревни над уровнем моря — 131 м.

## Современное состояние
На 2016 год в деревне зарегистрировано 3 улицы и 4 садовых товарищества. Волково связано автобусным сообщением с райцентром и соседними населёнными пунктами.